# Asia Boyd
Asia Symone Boyd (Detroit, 31 dicembre 1992) è una cestista statunitense.

## Carriera
Ha disputato una stagione in A1 con Battipaglia (2015-16).